# Synsarkose
Synsarkose (von griechisch syn ‚zusammen‘, sarx, Genitiv: sarkos ‚Fleisch‘) bezeichnet in der Anatomie eine Verbindung von Knochen durch Skelettmuskeln. Bei den Säugetieren ist das Schulterblatt synsarkotisch mit dem Brustkorb verbunden. Auch das Schlüsselbein ist bei einigen Säugetieren in einen Muskel (Musculus brachiocephalicus) eingelagert und verbindet sich nur über diesen mit dem übrigen Skelett.